# 張明正
張明正（1954年11月5日—），男，台灣屏東市人，防毒軟體公司趨勢科技創辦人、董事長。初期自己擔任趨勢科技執行長，於2004年交棒給現任執行長陳怡樺；2007年創辦「若水」社會企業；目前半退休定居於花蓮成為半農。

## 生平
張明正雙親在屏東經營保齡球館，張明正是家中獨子，從小不愛念書、時常蹺課。初中、高中皆是後段班，曾重考一年才上輔大，後至美國賓州攻讀電腦碩士，畢業後曾在美國當過軟體工程師，回台任職於台灣惠普業務員兩年，由於不喜歡被管束的個性，開始與妻子創業。曾有兩次創業失敗經驗－－開過KTV慘賠400萬、創立華夏資訊卻經營不善。直到1988年，在岳母三十萬美金的奧援下，於美國加州創辦趨勢科技。

### 環保護育
2005年，張明正募集6000萬美元資金，與吳國維設立InnovGreen創綠公司在北越地區有植樹復育行動，該地區在越戰時期曾戰火蹂躪造成大量樹林破壞。由於部分承租林地接近中越邊界，越南民眾不了解台海政治情勢，而擔憂由「中國人」承租將導致國防問題，而一度讓造林停擺，後來誤會已經釐清。
創綠公司種植尤加利樹、松樹、相思樹，供造紙與建材使用，除環境保育外，也增加大量工作機會，改善當地人民經濟，並具有
生質能源部分的願景計劃在進行。  

## 家庭
妻子陳怡蓁為趨勢科技文化長，大兒子張友直創辦創投公司，小兒子張友辰則創辦Tomofun狗狗攝影機公司。現任趨勢科技執行長陳怡樺則為其小姨子。連襟姜豐年則是新浪網的創辦人。岳父陳希哲為前台中商銀總經理。

## 著作
- 《@趨勢》
- 《擋不住的趨勢》
- 《張明正&王文華頑童成功學有聲書》

## 榮譽
1999年與哈佛大學教授魏立人一同榮獲輔大傑出校友。2006年獲選為Discovery頻道《台灣人物誌2》的6名主角之一。他曾被美國《商業週刊》評為「亞洲之星」，以及CNBC「亞洲最佳商業領袖」2009年終身成就獎之年度創新人物。

## 外部連結
- 臺灣趨勢科技 （页面存档备份，存于）